# Gérard Fouquet

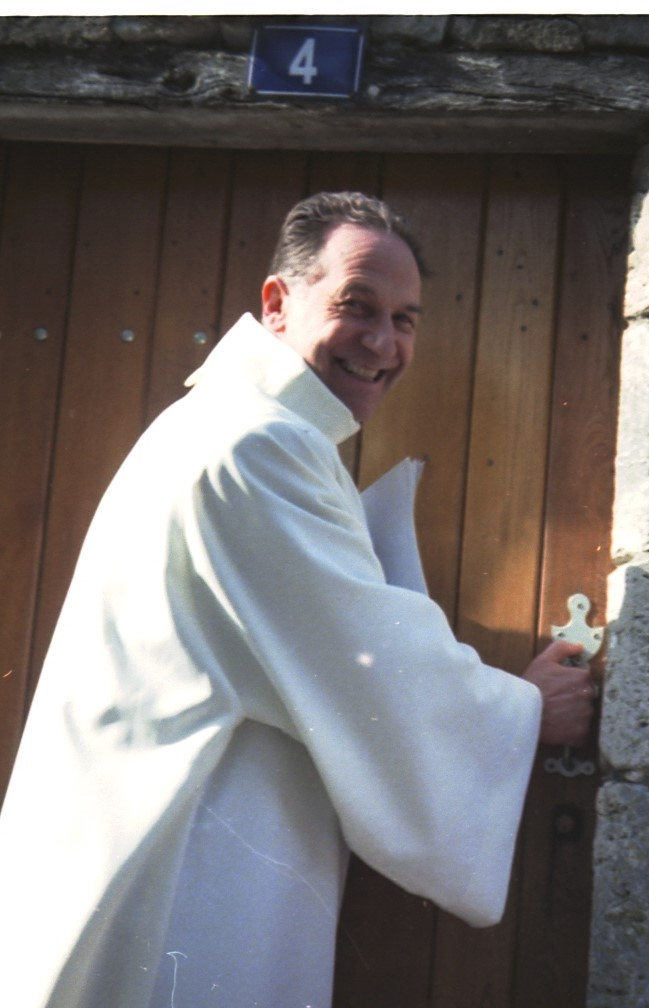
1992 Orléans

Gérard Fouquet est un prêtre catholique français, né le 5 mars 1931 à Mûrs-Erigné en Anjou. 

## Biographie
De 1953 à 1956, Gérard Fouquet effectue ses études théologiques au Grand Séminaire d’Angers. Après son service militaire (Algérie, puis Rabat au Maroc), il est ensuite nommé professeur au Petit Séminaire de Beaupréau (de 1956 à 1961).
Prêtre du diocèse d’Angers, il exercera ensuite l’essentiel de son ministère dans le diocèse d’Orléans.
Gérard Fouquet a pris officiellement sa retraite en 2006. Missionné pendant quelques mois à l’église Sainte Jeanne d’Arc d’Orléans, il s’en est retourné vivre à Mûrs-Erigné, près d’Angers en juin 2007.

## Principaux ministères
Gérard Fouquet a exercé son ministère à Orléans et dans sa proche agglomération : à l'église Saint-Paterne d'Orléans (de 1961 à 1981), dans les secteurs d’Orléans Ouest Saint Jean de la Ruelle (de 1981 à 2000), avant d’être nommé curé doyen du secteur Sud Loire Saint-Marceau (de 2000 à 2006 ).

### Jeunesse
Dans le livre où Gérard Fouquet rend compte de ses mémoires, paru en 2004 (Edrs Editions), il raconte comment, après quelques années d’exercice de la fonction d’enseignant au Petit Séminaire de Beaupréau, il s’interroge sur le bien-fondé de sa vocation. La crise existentielle qu’il traverse alors est concomitante à la révolution des mœurs qui secoue la société française dans les années soixante. 
Prenant quelques mois de repos et de réflexion à Grasse (Alpes-Maritimes), il est nommé en 1961 « Vicaire à Saint-Tropez ». Bien qu’il ne séjournera que six mois dans cette localité, ce court laps de temps lui permettra de rassembler quelques anecdotes truculentes, prises sur le vif, soit au contact des pêcheurs du port de La Ponche, des joueurs de boules de la place des Lices, ou encore à l’occasion de la bravade de Saint-Tropez (fête patronale qui se déroule à la mi-mai à Saint-Tropez). Dans le respect de ses interlocuteurs qui, le plus souvent, sont loin de partager ses idées ou convictions, il agira afin de se faire respecter d’eux et gagner leur sympathie. 
Dans le même temps, sa rencontre avec l’évêque d’Orléans, Guy-Marie Riobé, et la vision réformiste du concile Vatican II le remettront sur la voie de sa vocation initiale.

### Engagement
Homme de conviction, Gérard Fouquet est connu pour le charisme de ses homélies. A de très nombreuses reprises, il a fait partager sa passion des pèlerinages en Terre sainte, s’investissant lui-même comme guide lors de nombreux voyages qu’il a effectués en Israël et Palestine. Il a également été membre du Colloque Européen des paroisses. 
Gérard Fouquet a été sensible aux défections de ses collègues qui, en nombre assez important, ont abandonné la prêtrise. En 2004 et 2005,  il est intervenu, avec succès, auprès des Services du Diocèse d’Angers, afin que soit validées les années d’exercice des prêtres ayant regagné la vie civile (reconstitution de leurs droits à retraite)

### Ouvrages
Vicaire à Saint-Tropez, Edrs, 2004  (ISBN 2849300012) : livre de souvenirs dans lequel l’auteur recourt volontiers à l’humour pour consigner des anecdotes relatives à la période d’exercice de son ministère sur la Côte d’Azur à Saint-Tropez. Au cours de cette même période, il s’interroge sur la nature et la poursuite de son engagement au sein de l’Eglise catholique en tant qu’institution dont le fonctionnement lui paraît alors figé. Dans une seconde partie, il complète son récit par des réflexions théologiques et philosophiques
Curé aux Tourelles d’Orléans, La Feuille et La Plume, 2009  (ISBN 978-2-35521-003-7) : à travers six chapitres, six époques de sa vie, six périodes durant lesquelles Gérard Fouquet s’est efforcé de suivre ce qu’il appelle « les murmures de Dieu », il évoque des moments de vie, des anecdotes, des clefs de compréhension de son engagement.
Ainsi, nous découvrons ses premières années à comprendre le sens de sa mission ; ses années de ministère à Orléans, où il sera responsable de plusieurs paroisses, dont celle de Saint-Marceau, où Jeanne d’Arc mena son « combat des Tourelles » ; puis les voyages en Terre Sainte, en tant que guide mais aussi en tant que chrétien à la recherche des origines, et enfin le retour en Anjou, où retraite ne rime pas avec inactivité.
L’histoire d’une vie passée au service de Dieu, de ses paroissiens, des échanges entre les Hommes.